# Juliusz Janotha

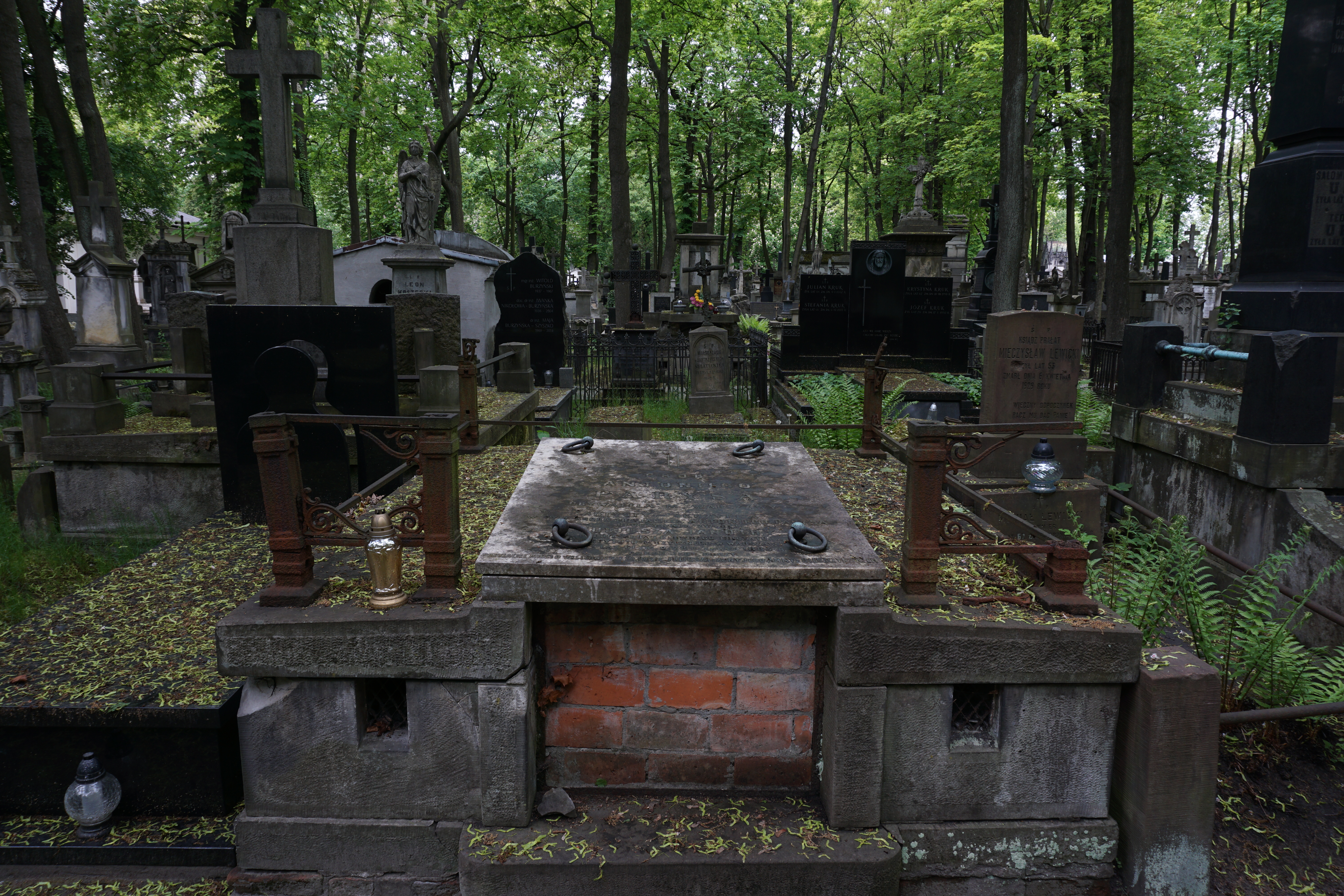
Grób Juliusza Janothy na cmentarzu Powązkowskim

Juliusz Janotha (ur. 1819, zm. 26 czerwca 1883 w Warszawie) – polski pianista, kompozytor i pedagog. Ojciec pianistki i kompozytorki Natalii Janothy (1856-1932).
Wspierał Apolinarego Kątskiego przy zbiórce środków na budowę Instytutu Muzycznego w Warszawie. Po jego inauguracji w roku 1861 objął klasę fortepianu. Do jego uczniów należeli m.in. Ignacy Jan Paderewski i Józef Śliwiński.
W roku 1879 przeszedł na emeryturę. W ostatnich latach życia komponował utwory na fortepian. Został pochowany na cmentarzu Powązkowskim (kwatera 14-3-9/10).